# Гетто в Друе
Гетто в Дру́е (лето 1941 — 12 июня 1942) — еврейское гетто, место принудительного переселения евреев города Друя Браславского района Витебской области и близлежащих населённых пунктов в процессе преследования и уничтожения евреев во время оккупации территории Белоруссии войсками нацистской Германии в период Второй мировой войны.

## Оккупация Друи и создание гетто
Оккупация Друи немецкими войсками продолжалась до 6 июля 1944 года.
Реализуя нацистскую программу уничтожения евреев, немцы создавали гетто почти во всех городах и населённых пунктах Беларуси, где проживало еврейское население. Так и в Друе оккупанты организовали гетто.

## Условия в гетто

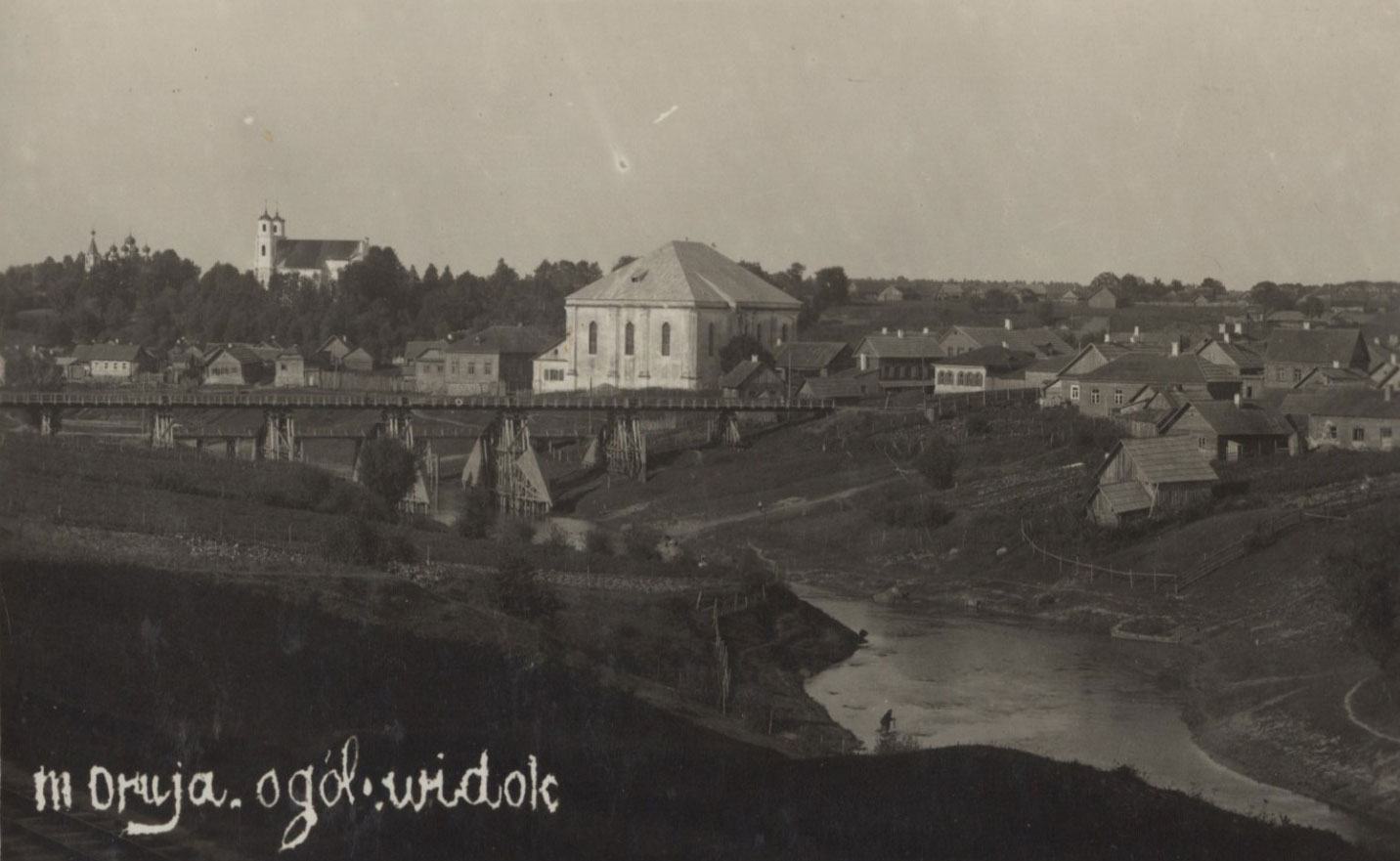
Друя в 1936 году. За железнодорожным мостом — здание сожженной синагоги. Евреи были расстреляны у правой стороны моста, там же установлен памятник.

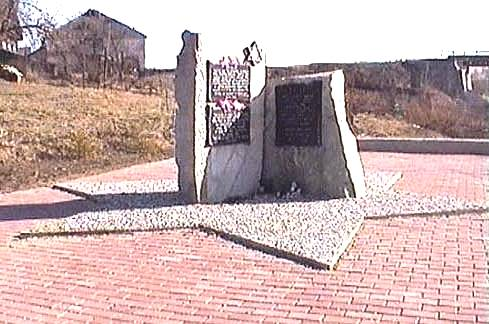
Памятник на месте расстрела евреев в Друе

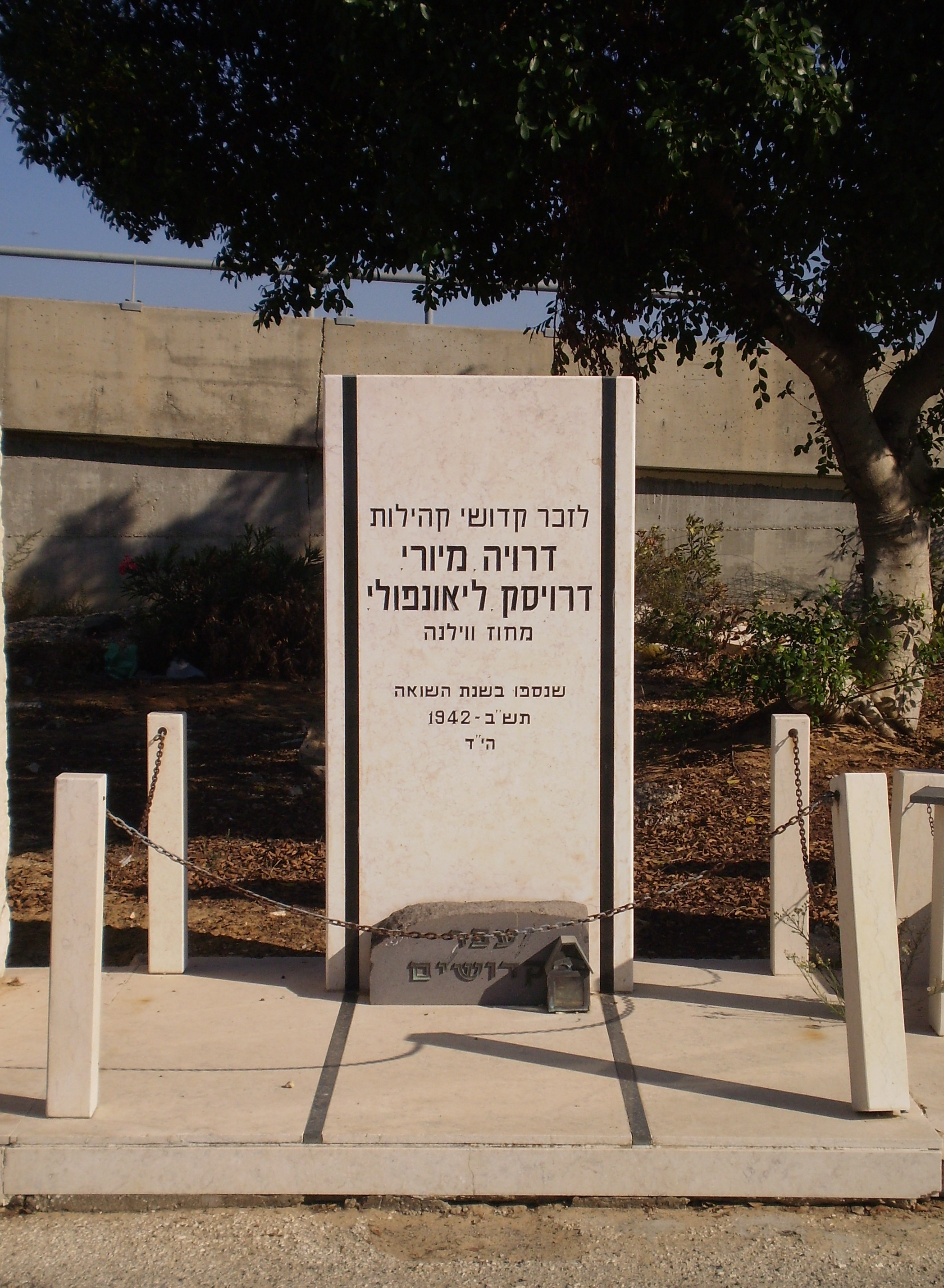
Символический памятник уничтоженным во время Холокоста еврейским общинам в Друе, Миорах, Друйске и Леонполе на мемориальном кладбище в Холоне

Первый год немцы оставили евреев жить на своём месте, под угрозой смерти обязав носить на одежде нашивки с буквой «i».
Евреев использовали на принудительных работах и безнаказанно открыто грабили.

## Уничтожение гетто
В конце 1941 года (по другим данным, в марте 1942) евреев перегнали в закрытое гетто у правого берега реки Друйки возле синагоги. Гетто не было огорожено, но евреям запрещалось выходить за его границы.
11 июня 1942 года в одну из ночей приехали грузовые машины с карателями. 11-12 июня 1942 года во время «акции» (таким эвфемизмом гитлеровцы называли организованные ими массовые убийства) были убиты 1318 евреев, спаслись только несколько человек (в том числе Евсей Тойц).
Во время расстрелов узники оказали сопротивление и подожгли гетто в разных местах.
Во время уничтожения гетто сгорела и знаменитая Друйская синагога.
В июле 1942 года гебитскомиссар издал приказ о переселении в Глубокское гетто оставшихся в живых евреев из Друи, Миор, Шарковщины, Браслава, Германовичей и других 35 городов и местечек, уверяя, что отныне евреи не должны бояться, потому что их больше не будут убивать и гарантируют жизнь. Нацистская ложь сработала, и часть прятавшихся в округе евреев, погибавших от голода, болезней и преследования, собралась в Глубокское гетто, где все были убиты.
Всего в Друе были убиты около 2200 евреев.

## Память
На месте расстрела друйских евреев в 2001 году поставили памятник на деньги, собранные выходцами из этого местечка.